# Забава (притока Бодви)
Забава (словац. Zábava) — річка в Словаччині у регіоні Турня, ліва притока Бодви, протікає в окрузі Кошиці-околиця.
Довжина приблизно 8.6-9.2 км. Витік знаходиться в масиві Воловські гори (схил гори Білий Камінь) — на висоті близько 850 метрів. Протікає територією села Ясов.
Впадає у Бодву на висоті приблизно 270—275 метрів.